# Andreas Faye
Andreas Faye (Bragernes, 5 ottobre 1802 – Sande in Vestfold, 5 maggio 1869) è stato un presbitero, storico, membro del Parlamento e folklorista norvegese.
È noto per le Norske Sagn ("Leggende norvegesi") del 1833 (2ª edizione accresciuta Norske Folke-Sagn, "Leggende popolari norvegesi", 1844), la prima raccolta di folklore pubblicata in Norvegia. Fu anche parlamentare per un periodo.

## Biografia
Faye era figlio del capitano Christopher Faye (morto nel 1825) e di Maren Mathea Borgen. Si sposò la prima volta il 1 ottobre 1835 con Ditlevine Madsen (1810–1846), la seconda volta il 1 maggio 1850 con Octavia Knudsen (nata nel 1828).
Inizialmente i genitori avevano deciso che avrebbe intrapreso la carriera marittima, ma il parroco Wettergren di Borre, suo insegnante, convinse il padre a fargli continuare gli studi. Nel 1817 s'iscrisse alla scuola di Drammen e nel 1823 si diplomò con lode. Dal gennaio 1826 fino al luglio 1827 fu insegnante a tempo parziale nella stessa scuola. Nel giugno 1828 si laureò con lode in teologia.
A gennaio 1829 iniziò a lavorare come insegnante presso la scuola media di Arendal prima di essere nominato parroco di Holt il 12 marzo 1833. Nel 1839 divenne anche preside e insegnante presso il neo costituito seminario della diocesi di Christianssand, ed è quindi considerato il primo rettore dell'Università di Agder, che nacque proprio dal seminario. Mantenne questi incarichi fino a diventare parroco di Sande il 27 agosto 1860. Il 16 gennaio 1864 divenne anche prevosto della parrocchia di Nordre Jarlsberg.
Nel 1831 compì a proprie spese un viaggio in Danimarca, Germania, Italia e Francia. Durante questo viaggio assistette a delle lezioni universitarie (ad esempio di Schleiermacher e Neander a Berlino), fece visita a Goethe a Weimar, e studiò il sistema scolastico in Prussia e Sassonia. Dopo essere tornato a casa, contribuì a fondare il Museo di Arendal e la biblioteca pubblica nel 1832. Fu anche membro del consiglio di amministrazione di Holt e nel 1842 divenne parlamentare. Fu membro della Royal Norwegian Society of Science di Trondheim nel 1831 e dell'Accademia norvegese delle scienze a Kristiania nel 1864. A Holt fece la conoscenza del ricco proprietario di ferriera e costituzionalista Jacob Aall. Aveva già conosciuto in precedenza i figli di Aall, Nicolay e Jørgen. Faye si occupò di pubblicare il terzo volume dell'opera di Aall Erindringer som Bidrag til Norges Historie fra 1800-1815  ("Ricordi come contributo alla storia norvegese dal 1800 al 1815) dopo la morte dello stesso.

## LeNorske Sagn
Le Norske Sagn del 1833 furono il primo libro di materiale folklorico ad essere pubblicato in Norvegia. Per le sue leggende, Faye si ispirò alle Deutsche Sagen dei fratelli Grimm del 1816, e per la prima volta nella letteratura popolare norvegese le Norske Sagn includevano riferimenti alla mitologia greca e norrena e a raccolte già pubblicate di tradizioni folcloristiche dei paesi vicini alla Norvegia. Faye elaborò il materiale (secondo il professor Hodne) secondo una prospettiva illuministica, e fu probabilmente influenzato anche da Goethe, che incontrò nel 1831. I folcloristi successivi, basandosi sulle fiabe di Asbjørnsen e Moe, percepirono lo stile di Faye un po' arido, bollandolo come una mera trascrizione delle fonti orali. Le pubblicazioni di Faye però risalgono a circa dieci anni prima delle loro raccolte di fiabe. L'uso da parte di Asbjørnsen e Moe di parole tipicamente norvegesi e di una struttura della frase più nazionale è avvenuto nel corso del tempo.
La collezione di Faye suscitò interesse per il folklore norvegese nei principali circoli scientifici. Lo storico P.A. Munch sì interessò alla raccolta, alla pubblicazione e alla ricerca scientifica del materiale tradizionale norvegese, ma finì per rivoltarsi contro Faye. Munch recensì in modo molto negativo le Norske Sagn sulla rivista Vidar. Henrik Wergeland e P. Chr Asbjørnsen inviarono dei testi a Faye per la successiva edizione delle Norske Folke-Sagn (1844). Faye mostrò il suo entusiasmo per il materiale di Asbjørnsen chiamandolo scherzosamente "straordinario ambasciatore delle leggende".
Sia Asbjørnsen che Moe furono ispirati a iniziare il lavoro di raccolta, riproposizione, studio e pubblicazione di fiabe e leggende attraverso il contatto con Andreas Faye. Faye successivamente finì all'ombra di Asbjørnsen e Moe, e Moe è ancora percepito come il fondatore del folklore norvegese. Johan Sebastian Welhaven utilizzò le saghe dei re di Snorri Sturluson e i racconti popolari di Faye come fonte d'ispirazione delle sue ballate.

## Opere
- Norges Historie til Brug ved Ungdommens Underviisning (1831)
- Norske Sagn (1833)
- Udtog af Norges Historie (1834)
- Kort Fremstilling af Christendommens Indførelse i Norge (1837)
- Alf Thorsen, den forstandige Bonde (1838)
- Den christne Kirkes Historie (1842)
- Almuskolen eller Vink til at opdrage og undervise Børn (1842)
- Norske Folke-Sagn (1844), poi in Norsk Folkeminnelags skrifter nr 63 (1948).
  - Andreas Faye, Leggende popolari norvegesi, trad. it. Luca Taglianetti, Aracne, Roma, 2014
- Statholder Severin Løvenskiold (1857)
- Bidrag til Holts Presters og Prestegjelds Historie (1859)
- Bidrag til Øiestads Presters og Prestegjelds Historie (1861)
- Landkrigen i Norge 1808, et lidet bidrag til Norges nyere historie (1861)
- Norge i 1814 (1863)
- Christiandssands Stifts Bispe- og Stiftshistorie (1867)